# Batalla de Rande
La batalla de Rande o de Vigo fue una importante batalla naval librada en el estrecho de Rande y dentro de la ensenada de San Simón (donde se ubica ahora el puente de Rande), en el interior de la ría de Vigo, en Galicia (España). Se produjo el 23 de octubre de 1702 y enfrentó a las escuadras de las coaliciones angloneerlandesa e hispanofrancesa, en el contexto de la guerra de sucesión española.

Curiosamente, Julio Verne localizó en el escenario de esta batalla la fuente de aprovisionamiento de oro del Nautilus en su novela 20.000 leguas de viaje submarino. Como resultado de la victoria inglesa, Vigo dio nombre a una calle en Londres, conocida como Vigo Street.

## La batalla
Los galeones españoles cargados con el mayor envío que se conocía de tesoros procedentes de América, iban al mando del almirante y general Manuel de Velasco y Tejada, estaban  protegidos por los navíos franceses a las órdenes de François Louis de Rousselet, conde de Châteaurenault, y entraron en Vigo el día 22 de septiembre de 1702. Se refugiaron en el fondo de la ría, en la ensenada de San Simón, pasado ya el estrecho de Rande protegido por el castillo de Corbeiro al norte, y el de Rande, al sur, en lugar de dirigirse a Sevilla, el puerto que monopolizaba el comercio con el Nuevo Mundo.
El precioso cargamento no fue descargado, ya que los de Sevilla se oponían a ello alegando que era allí el único lugar donde tal maniobra se podía llevar a cabo. En esa espera, los angloneerlandeses descubrieron el escondite del cargamento. Después de cuatro semanas de la llegada de los galeones a Vigo, estos mantenían su carga. Otras versiones dicen que el Consejo de Indias ordenó la descarga de las riquezas y que había dado instrucciones precisas sobre la forma en que se debería realizar, así como las estrictas comprobaciones que deberían hacer. El Consejo había comisionado a don Juan de Larrea esta labor y el 27 de septiembre ya se estaba procediendo al desembarco: por ello se estima que cuando se produjo el ataque no quedaba ya mucho en los buques salvo productos de menor valor (cochinilla, especias, telas, etc.).[cita requerida]
Los españoles habían reforzado la artillería de las defensas de tierra con cañones procedentes de los navíos. Entre los extremos del estrecho cruzaron cadenas para impedir la entrada de los navíos anglo-holandeses. Los buques franceses protegían, rodeándolos, a los galeones de carga españoles.
Los anglo-holandeses, bajo el mando del almirante George Rooke, planearon un ataque anfibio, mediante el cual conquistarían, con tropas de infantería de marina y ordinaria, las defensas de tierra y, una vez dominados los castillos de Corbeiro, en Domaio, y de Rande, en el otro extremo del estrecho, solo quedaría abrirlos y atacar con la flota.
El total de las fuerzas fue de 13 587 hombres por parte atacante, de las cuales 9663 eran ingleses, al mando del general duque de Ormond, y 3924 holandeses, a las órdenes del barón Sparr y el brigadier Pallandt. En la defensa: en el castillo de Rande había 350 marineros, 200 franceses y 150 españoles, y el de Corbeiro se puso bajo el mando de don Manuel de Velasco con dos compañías de soldados de su capitana reforzados por 200 milicianos. A Vigo se destinaron 1000 hombres de esta tropa, 500 de ellos a la ciudadela de El Castro y 300 al fuerte de San Sebastián; 1000 más se situaron en la ensenada de Teis (entre Vigo y Rande) y 3000 se mantuvieron en reserva.
El plan salió a la perfección para los atacantes. El 23 de octubre comenzó desembarcando tropas en ambas orillas de la ría. El navío inglés Torbay puso rumbo ría adentro seguido por los navíos Mary, Grafton, Kent y Monmouth, así como por las unidades menores Phoenix y Vulture. Este era el primero de los siete grupos dispuestos al ataque. Cuando estaban a la altura de Meira ven ya las luchas en los castillos de Rande y Corbeiro. El mayor número de efectivos anglo-holandeses hacen que la victoria se decida de su parte.
En el agua, Hopson y de Lake podían ver los efectos de su artillería sobre los barcos franceses Le Bourbon y L'Espérance. Al tiro de los navíos se unía el de los castillos conquistados. Los barcos atacantes rompen la barrera que cerraba el paso a San Simón y se enfrentan con el grueso de la marina francesa. La línea de naves francesas estaban dispuestas en semicírculo a levante de la bahía de Rande: eran los buques del conde de Châteaurenault.
El cargamento de oro, plata y otras riquezas estaba embarcado en tres galeones de combate y catorce comerciales. La mala disposición de las naves para una adecuada defensa y la superioridad anglo-holandesa hicieron que en menos de diez horas la batalla se decidiera a favor de los atacantes. Las defensas francesas cedieron, los navíos, en llamas, dejaban vía libre a los galeones cargados de riqueza. De Velasco ordenó, a voz en grito, el hundimiento de los barcos, que según algunas versiones,¿quién? habrían conservado todavía parte de su carga.[cita requerida]
Una vez ganada la batalla, los atacantes saquearon Redondela y la isla de San Simón.[cita requerida] Vigo quedó a salvo protegida por su muralla y defensas. El día 30 de octubre Rooke ordena partir a su armada, que abandona la ría de Vigo, aunque deja una guarnición de 27 buques de guerra junto a los apresados al mando del almirante Shovel.[cita requerida]
En la retirada, los anglo-holandeses se llevaron varios barcos apresados, entre ellos un galeón español que habría estado cargado con los tesoros recogidos. A su salida de la ría de Vigo, este galeón encalló al paso por las islas Cíes y se hundió no habiéndose localizado todavía.[cita requerida]

## Descripción del combate
El almirante José Chacón,[cita requerida] testigo de excepción, describe así el combate:

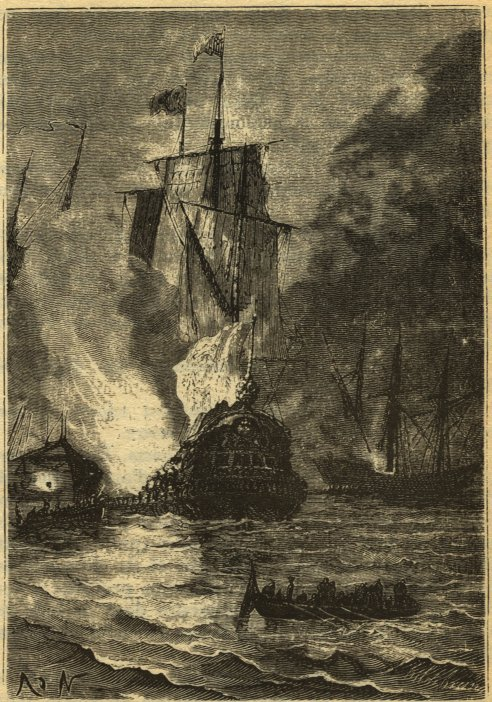
La batalla de Rande según una ilustración de 20.000 leguas de viaje submarino.

El domingo 22 de octubre por la mañana arrivó sobre Vigo toda la Armada de Inglaterra, que se componía de más de 150 navíos, los 70 de línea y los restantes de todo género de embarcaciones, incluiendo algunas carcassas de echar bombas, el mismo día por la tarde llegaron a dar fondo en la ría que llaman de Teis, mui cerca de nuestros navíos y luego salí de mi Almiranta con toda la gente de su dotacion al fuerte del Norte a donde estava señalado don Manuel Velasco con todas las Compañías de Infantería de los Vageles franceses. Aquella noche (el enemigo) intentó venir por tres veces a la cadena de donde fue rechazado, por la mañana reconociéndose que su desembarco era por Teis, mandó el Sr. Conde de Chatternaut que todas las demás compañías passaran al fuerte de Rande incluiendo las de mi hermano Don Fernando Chacón y haviendo ganado el fuerte quedó este prisionero y herido en la caveça y viendo el Sr. Conde de Chatternaut que ganado el fuerte de Rande era dueño de los navíos (el enemigo) dio horden para que todos se quemaran, excepto algunos que les faltaron las minas no se prendieron en el incendio, casso bien fatal...... con tanto tesón de una y otra parte, que, mezclados los leños, casi era inútil el cañón. Peleábase con fuegos de inhumano artificio, ollas, camisas y bolas de betún ardiente. Deseaban los franceses venir al borde, porque estaban más bien guarnecidos de gente de guerra; pero los ingleses toda la lid acometieron al fuego, y siendo en número superiores, no podían diez naves defenderse de tanta multitud de leños enemigos, que suplían siempre los maltratados.

## El polémico Tesoro de Rande

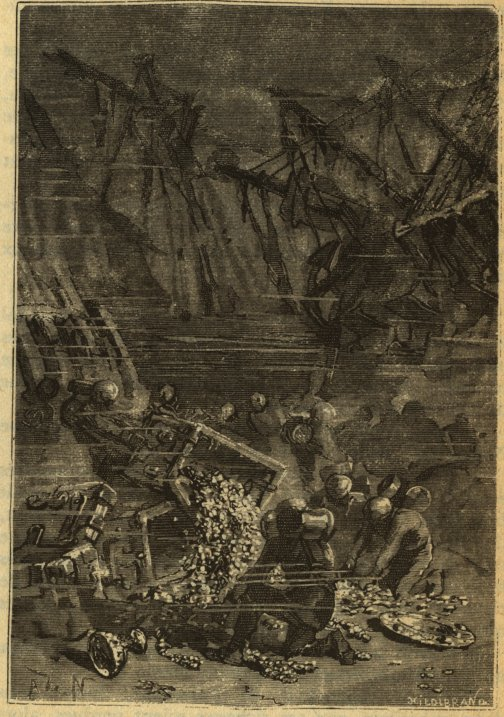
El capitán Nemo y su tripulación recogen los tesoros hundidos en la bahía.

Habida cuenta de que los galeones se encuentran todavía hundidos en Rande, existe una polémica histórica acerca de si esos galeones esconden un tesoro, sin embargo ello es tachado de mito por muchos expertos, aduciendo que la documentación de la época recoge la salida hacia Madrid de los tesoros, que se habrían logrado descargar antes de la batalla; así Xose Ramón Barreiro, presidente de la Real Academia Gallega, catedrático de historia contemporánea de Galicia en la Universidad de Santiago, y experto en el tema, nos dice:

Hay un tejido de leyendas oscuras sobre este tema. Desde mi punto de vista, el mito sobre el tesoro es precioso pero las investigaciones al respecto nos llevan fracaso de esta teoría. El príncipe de Barbanzón, capitán general de Galicia por aquel entonces, dirigió una expedición en la que mil carros de bueyes —venidos desde Pontevedra— partieron hacia Madrid. Incluso en el acta del Cabildo de Lugo, puede comprobarse cómo se asignó una cantidad de dinero para acoger estos carros en Lugo. Seguramente, la plata viajaría en los bueyes.
Xose Ramón Barreiro.

A pesar de ello, diversas empresas se han venido interesando en la búsqueda y extracción del supuesto tesoro y de los galeones; recientemente, la empresa alemana San Simon GmbHi Gr. ofreció a la Junta de Galicia trescientos diez millones de euros a cambio del permiso para explorar la zona, y el préstamo a largo plazo de tres galeones que se mostrarían en museos de Moscú, Berlín y Rostock (Alemania).
Una primera prospección no detectó indicios del supuesto tesoro; el 3 de noviembre de 2007, aparecieron en la prensa las primeras imágenes de los galeones hundidos, en concreto del Santo Cristo de Maracaibo, obtenidas por sónar por un grupo de arqueólogos, geólogos y geofísicos.
La mayor dificultad a la hora de localizar, sondear y excavar cada pecio es la enorme cantidad de fango acumulado por el tiempo, ya que los ríos y arroyos que desembocan en la bahía depositan anualmente muchos sedimentos: de este modo una vez localizado el resto de un buque (casco, lastre, etc.) es preciso excavar varios metros hasta llegar al mismo, necesitando un apuntalamiento de los fangos para evitar el derrumbamiento de tan inestable material.